# James Acheson
James Acheson (Leicester Inglaterra; 13 de marzo de 1946) es un diseñador de vestuario, director de arte. Hijo de Alexander Mayfield, y Christine Maria. Julia Anne Mansford es su esposa, también dedicada al vestuario. Es conocido por su diseño de vestuario en Spider-Man 2002, El hombre de acero (2013) y Spider-man 2 (2004)

## Carrera artística
James Acheson se crio en Essex, Inglaterra, y estudió en la Escuela de arte de Wimbledon. En los inicios de su carrera artística, trabajó con miembros del equipo de Monty Python; idea original suya es el vestuario de las películas de Terry Gilliam,  Time Bandits (1981, Los héroes del tiempo) y Monty Python,s The Meaning of life (1983, el sentido de la vida)  Colaboró con Bernardo Bertolucci en The last Emperor(1987, El último emperador) dio la oportunidad al público la oportunidad de acercarse a un mundo que había desaparecido con la revolución china, de admirar una cantidad enorme de piezas de vestuario, y de conocer la belleza de la corte de la Ciudad prohibida. No se ha superado el detalle ni la calidad del vestuario de The last Emperor. Por este largometraje Acheson, recibió su primer premio.
Tiempo después volvería a colaborar con Bertolucci en The Sheltering Sky (1990 el cielo protector) y Little Buddha (1993, El pequeño Budda). Consiguió su segundo Óscar en 1988, por su trabajo en Dangerous Liasions (las amistades peligrosas), y el tercero lo ganó por Restoration ( 1996, Restauración).
James ha diseñado vestuario de Wuthering Heights ( 1992 Cumbres Borrascosas), Frankstein (1994)  y The man in the iron mask (1998, El hombre de la máscara de hierro).
A pesar su éxito como vestuarista de películas de época, James ha intentado evitar que lo encasillen,  con proyectos como Spider man (2002) de Sam Raimi. Con su experiencia demuestra que su talento se puede adaptar a cualquier historia. 
La próxima renovación de Superman 'Man of Steel' será realizada por James.

## Biografía
Su madre fue la persona que más influyó en su carrera como diseñador, ella se encargó que James asistiera al departamento de arte de su escuela, horas extras sin descuidar sus estudios. Con referencia al diseño cinematográfico, se vio influenciado con el trabajo de Piero Tosi, y el estilo visual de películas Italianas, como las de Fellini y Visconti. Se influenció de películas de Hollywood, de Busby Berkeley, y tiempo después le gustaron diseños de Banton, Adrian, Orry- Kelly, y Plunket.
Al criarse en Essex, y al estudiar diseño teatral, en una escuela de arte de Londres, se enteró de que en el departamento de artes de BBC, había vacantes disponibles. Esto le dio la oportunidad de empezar como ayudante, y desde ese momento empezó su carrera. 

``Yo era uno de los pocos miembros del equipo que se negaba a trabajar con fibra de vidrio y plástico, asi que se me asigno el diseño de vestuario de una serie de ciencia ficción titulada Doctor who´´..James Acheson

Diseño treinta y seis episodios, los presupuestos eran ajustados, y esto lo hizo trabajar con ingenio. 
Su primer trabajo en el cine fue en la película Flash Gordon,  pero tuvo mala suerte ya que despidieron al director, y junto con él al departamento de arte. Después se conoció con Terry Gillian, quien le pidió la opinión de la película Jabberwocky (La bestia del reino) y a la que james respondió que era asquerosamente realista. 
Terry le ofreció trabajar en el diseño de vestuario de su siguiente película Time Banditis.
Las preferencias de James respecto al Guion, son leerlo tres o cuatro veces, y reunirse un día entero, con el director del film.
James ha trabajado en su mayoría, en películas de época, según él las contemporáneas le resultan difíciles, y las hace con poca frecuencia. 
Al diseñar el vestuario de The last emperor, Bernando Belocci, le dijo que ``No puedes ser infiel a menos que conozcas la verdad``.,  a lo que James interpretó que debía investigar , para poder crear el mundo indicado. 

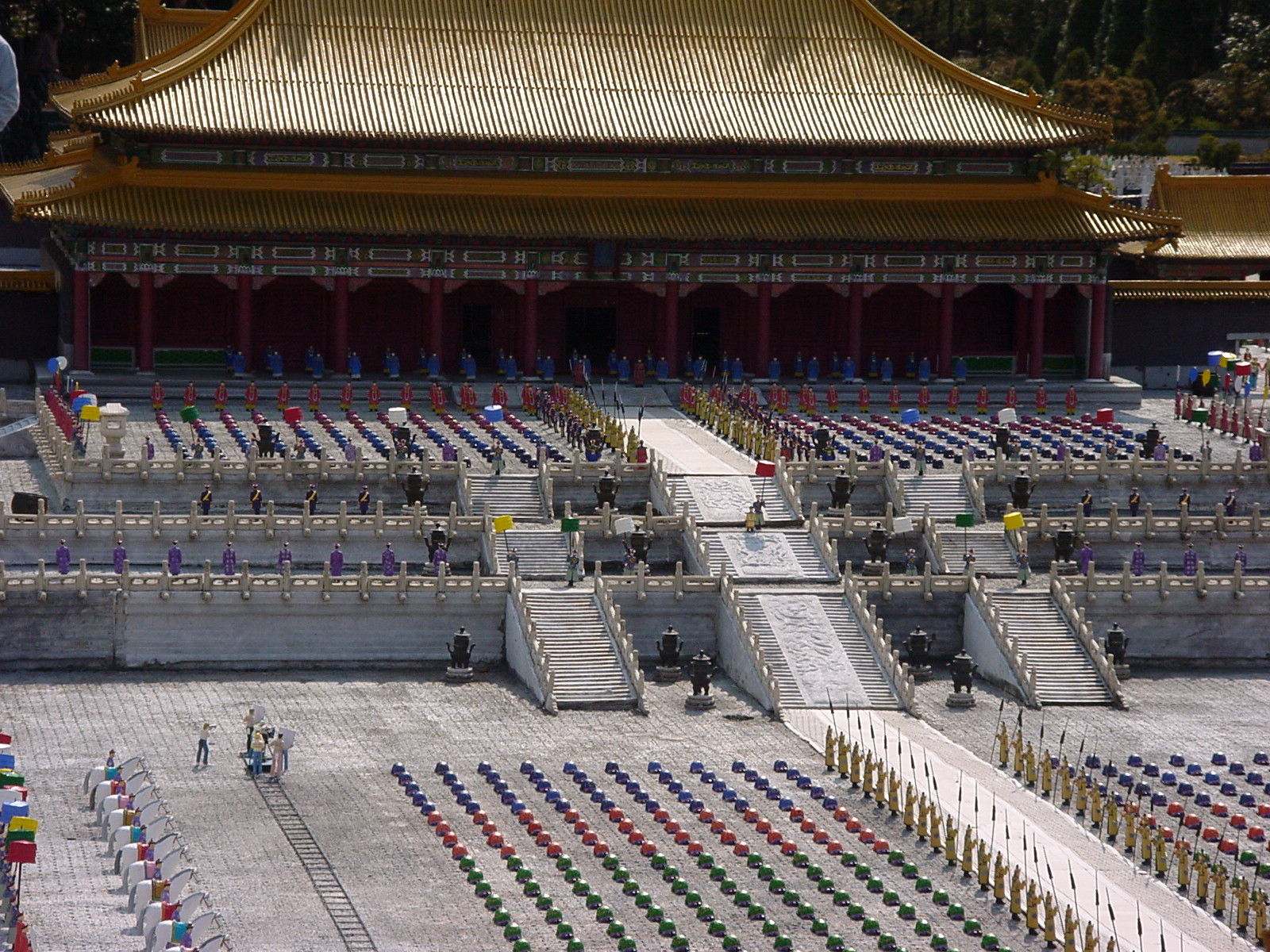
Tobu World Square Forbidden City Last Emperor 2

Las experiencias de Dangerous Liaisons y The last emperor,  fueron muy distintas, ya que Bertolucci, había observado diseños de James en Brasil, y se había fijado en un detalle de un vestuario, que tenía chaquetas a rayas horizontales, y pantalón a rayas verticales, y según James eso había hecho interesarse en su trabajo. 
Tras tener un presupuesto ajustado, James contaba con un solo asistente, y cobraba la mitad del contrato, pero para él era fantástico, ya que tuvieron 6 meses para investigar e informarse del periodo de china de 1903 -1969 lo que les facilitó diseñar el vestuario para el film. Para esa ocasión el equipo se esforzó y todo funcionó perfectamente gracias a la relación con su director, que lo consideraba un colaborador, su equipo diseño más de diez mil vestidos, y un rodaje de veintiséis semanas en China. Tanto el director como él aportaban opiniones para perfeccionar el vestuario de los personajes.
Bernardo en un día de rodaje de su película, llamó a James, para que viera su trabajo de vestuario, a través de la cámara, y apreciara su esfuerzo, y le dijo que quería que asistiera de vez en cuando y observara.
El director de Dangerous Liaisons, Stephen Frears, pidió a james, que diseñara el vestuario de su película, después de ver el trabajo que había hecho en The last Emperor. Solo tuvieron nueve semanas de reproducción, y la única opción que tuvo Acheson fue arriesgarse. Montaron un taller de en Londres, y repartieron los personajes, en ese momento james no sabía nada del siglo XVIII,  ni vestidos auténticos, allí se impresionó con las pinturas, ya que los artistas se habían dedicado en la plasmación de cada detalle, en tejidos y pliegues, y se preocupó por encontrar las telas adecuadas.  
En Inglaterra no encontró nada que le sirviera, así que tuvo que traer telas de Francia e Italia. El vestido de Glenn Close, fue confeccionado con tela original del siglo XVIII, pero tuvo problemas al hacer pruebas de vestuario, ya que el material se deshacía y además era el vestido preferido de la actriz. En esa película tuvo la oportunidad de diseñar vestidos para mujeres de todas las edades y la responsabilidad caía en él y su equipo de trabajo, ya que los actores no tenía conocimiento de la época, pero James se sentía a gusto con el poder y control de su trabajo.  
Restoration  le dio la oportunidad de trabajar en diseño de producción, junto con el directo Michael Hoffman 
En esta película el reto era crear un vestuario informal pero que no dejara lo ostentoso, el vestuario ayudaba a que el actor se sintiera en su papel, y que le diera más fuerza y en el film la relación del personaje- vestuario funcionó.  

``La oportunidad de trabajar con esos grandes actores fué tal vez la mejor experiencia para mi´´..James Acheson

Los vestuarios eran exuberantes, pero el presupuesto también fue corto en su departamento. 
Para James, el vestuario consiste en desarrollar y colaborar en la creación del personaje. El vestir un actor, es ayudarlo con la interpretación del papel, y contribuir al crear el mundo al que el talento pertenece.
En los últimos han cambiado los procesos de filmación y a James, en Spiderman, tuvo que trabajar en Chroma,  
 y tenía que estar pendiente de cómo acomodar los arneses para los dobles, y eso limitaba los colores, y formas. 

``Los diseñadores de vestuario no reciben ninguna recompensa relacionada con la comercialización de su trabajo´´..James Acheson

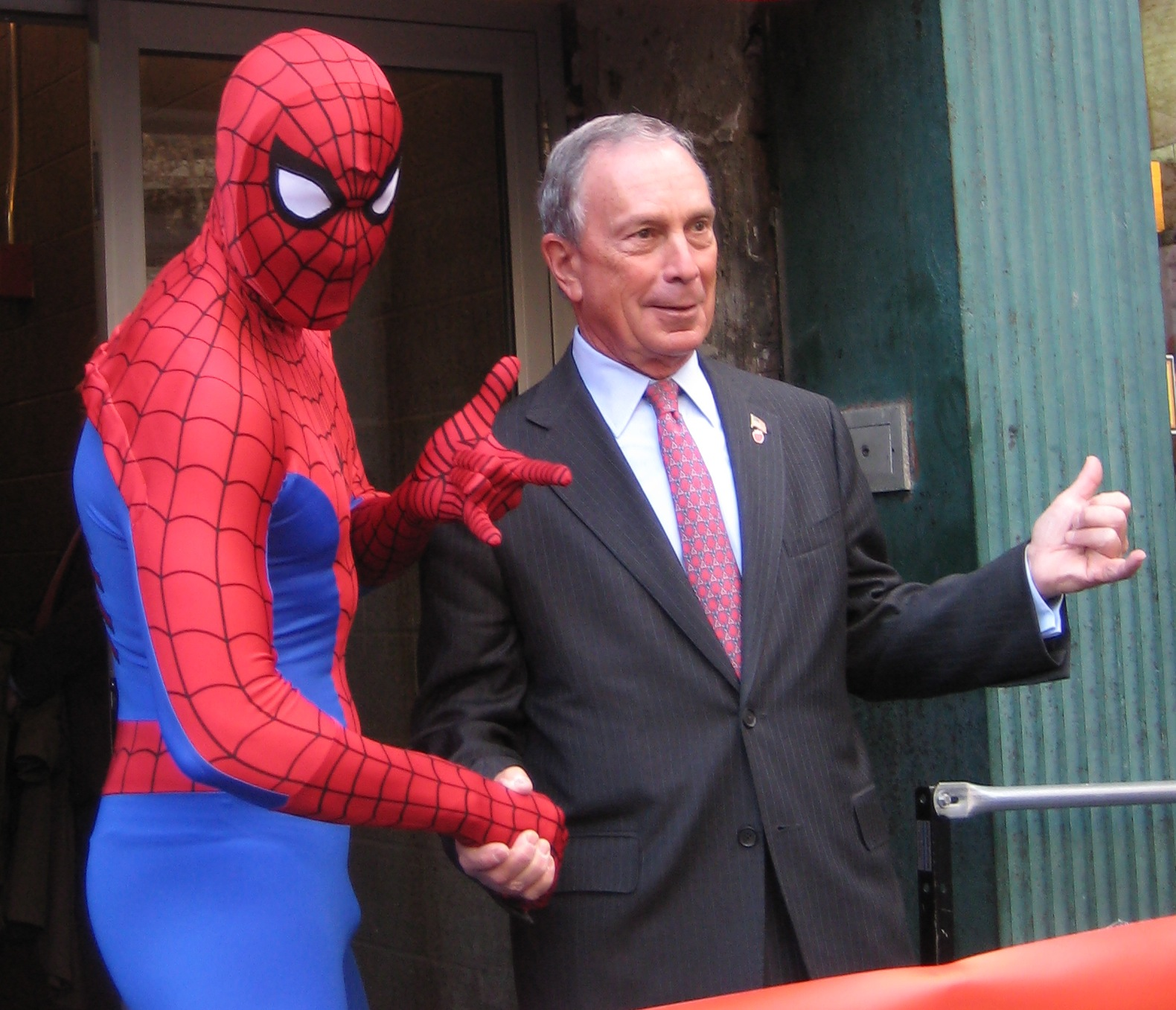
Mayor Mike Bloomberg de New York City a Midtown Comics2

James se lleva bien con la mayoría de la gente, y es una de sus herramientas, eso le permite ayudara inspirar y encaminar a su equipo de trabajo. Para él un diseñador de vestuario debe tener vitalidad y energía.

## Inspiración
James admira a Piero Tosi, italiano que en los años 60 y 70 solía hacer películas de toda clase que es admirad. Igualmente una diseñadora americana llamada Colleen Antwood, quien fue la vestuarista de la película Blancanieves y el cazador, por ese trabajo fue nominado, él trabaja con Tim Burton que según James, es genial. 

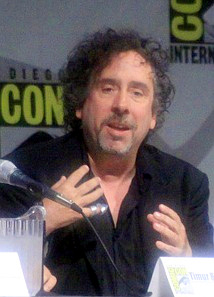
Tim Burton a ComicCon 2009

## Principales trabajos

### Brasil
Éste film fue dirigido por Terry Gillian, James Acheson diseño el vestuario que permitió la fantasía de calidad. 

### Dangerous Laisons
Acheson ha trabajado en películas de época,  en ésta tuvo que viajar a Europa continental para encontrar tejidos apropiados, es una película tensa y con fuertes connotaciones sexuales.

### The Last Emperor
Acheson diseñó más de diez mil trajes para esta producción épica de la vida de Pi-Yi , el último emperador de China. El trabajo del director Bertolucci fue una excelente colaboración para el trabajo de Acheson. James tuvo tiempo para investigar y tuvo algunos contratiempos. 

### Spider-Man
Los trajes de Spiderman y Goblin Verde debían ser flexibles, resistentes y fotogénicos,  para esto James tuvo 8 miembros en su equipo de trabajo.

Spiderman y una niña.

## Trabajo de James Acheson en Doctor Who
La contribución más perdurable como diseñador en la serie  doctor Who fue para ayudar a crear el aspecto básico para el cuarto doctor y lo que llamó la atención fue un cambio radical-bufanda menos para El asesino mortal . Fue el primer diseñador en crear versiones de color de los vestuarios de los médicos. En el momento en que James necesitó la bufanda, le dio diferentes colores, y éste elemento les encantó a los productores y fue usado por varios años.

## Créditos
- Diseñador de vestuario de cine

(Como Jim Acheson) Los héroes del tiempo, Avco-Embajada, 1981
Bullshot ( conocido como Bullshot Crummond ), Isla Alive, 1983
Agua, Atlántico Liberar, 1984
Brasil, universal, 1985
Biggles ( Aventuras en el Tiempo ), New Century / Vista Film Company, 1986

El último emperador (también conocido como Le dernier empereur y L'ultimo imperatore ), Columbia, 1987
Las amistades peligrosas, Warner Bros., 1988
El cielo protector (también conocido como Il nel deserto te ), Warner Bros., 1990
Mary Shelley de "Frankenstein"
TriStar, 1994
Restauración, Miramax, 1995
Spider-Man -Columbia, 2002

Spider-Man 2, Columbia, 2004
'Spider-Man 3 Sony Pictures Releasing de 2007
- Series

Diseñador del robot, el doctor Who BBC, 1974-1975
Diseñador Concept, Quest Maddigan BBC 
- Televisión Diseñador de Producción y Diseñadora de Vestuario

Miniserie Las nieblas de Avalon , TNT, 2001
"Just Another sábado," Play for Today, BBC, 1975

## Premios y distinciones
Premios Óscar
| Año  | Categoría                 | Película                 | Resultado |
| ---- | ------------------------- | ------------------------ | --------- |
| 1988 | Mejor diseño de vestuario | El último emperador      | Ganador   |
| 1989 | Mejor diseño de vestuario | Las amistades peligrosas | Ganador   |
| 1996 | Mejor diseño de vestuario | Restauración             | Ganador   |